# Juazeiro
Juazeiro är en stad och kommun i östra Brasilien och ligger i delstaten Bahia. Den är belägen vid floden São Francisco, med den jämnstora staden Petrolina i delstaten Pernambuco på andra sidan. Hela kommunen har cirka 220 000 invånare. Juazeiro och Petrolina bildar tillsammans ett storstadsområde med nästan en halv miljon invånare.

## Administrativ indelning
Kommunen var år 2010 indelad i åtta distrikt:
- Abóbora
- Carnaíba do Sertão
- Itamotinga
- Juazeiro
- Junco
- Juremal
- Massaroca
- Pinhões

## Befolkningsutveckling
| Område              | Areal (km²)   | Invånarantal 1 augusti 2000 | Invånarantal 1 augusti 2010 | Invånarantal 1 juli 2014 |
| ------------------- | ------------- | --------------------------- | --------------------------- | ------------------------ |
| Kommun              | 6 500,52      | 174 567                     | 197 965                     | 216 588                  |
| Urban befolkning    | Ingen uppgift | 133 278                     | 160 775                     | Ingen uppgift            |
| ...varav centralort | Ingen uppgift | 125 286                     | 151 336                     | Ingen uppgift            |